# Kościół Narodzenia Najświętszej Maryi Panny na Juście
Kościół Narodzenia Najświętszej Maryi Panny na Juście – drewniany, zabytkowy kościół z XVII w., znajdujący się na przełęczy św. Justa (ok. 400 m n.p.m.) w Tęgoborzu, w gminie Łososina Dolna w powiecie nowosądeckim. Wznosi się tuż nad drogą krajową nr 75 Brzesko - Nowy Sącz.

## Historia
Obecny kościół pod wezwaniem Narodzenia NMP na przełęczy (pospolicie: na Górze) św. Justa został zbudowany w 2. połowie XVII w., po przejęciu przez braci polskich istniejącego klasztoru i kościoła w Tęgoborzu, a rozbudowany w wieku XVIII. Według legendy wzniesiono go w miejscu, w którym znajdowała się pustelnia św. Justa. Z kolei zapisana w 1728 r. tradycja głosi o tym miejscu, że tu miał stać pierwotny, „macierzysty” kościół parafialny Tęgoborza, zniszczony przez Tatarów w XIII w., a po nim kolejny, zbudowany w 1400 r. Niektóre obiekty w obecnym kościółku rzeczywiście są pozostałościami z jakichś starszych świątyń.

## Architektura
Budowla wzniesiona na zrąb, jednonawowa, bezwieżowa. Oszalowana pionowymi deskami. Prezbiterium węższe od nawy, zamknięte trójbocznie, przylega do niego niewielka zakrystia. Nawa wraz z prezbiterium nakryte wspólnym dachem jednokalenicowym. Od frontu dobudowany niższy przedsionek, kryty dachem dwuspadowym, z sygnaturką na kalenicy.
Ołtarz główny barokowy. W ołtarzu głównym znajduje się wykonana w 2. poł. XVII w. kopia obrazu Matki Boskiej Częstochowskiej, tzw. Matka Boska Juściańska. Z tego samego czasu (1677 r.) pochodzi obraz świętego pustelnika Justa-Jodoka, znajdujący się w ołtarzu, prezentujący styl ludowego baroku. U stóp świętego dostrzegamy wizerunki wdzięcznych św. Justowi fundatorów tego obrazu. W kościele znajduje się też gotycka rzeźba Matki Bożej z Dzieciątkiem z XV w. oraz gotycka chrzcielnica kamienna z herbami z początku XVI w. Pozostałe sprzęty drewniane pochodzą z XVIII lub XIX w.
W kościele na Juście czci się Narodzenie NMP, dlatego święto odpustowe na Juście obchodzone jest 8 września. Otoczenie tej kaplicy zostało rozbudowane i dostosowane do większych uroczystości w 1995, za staraniem ks. dra Eugeniusza Krężla.
Kościół znajduje się na Szlaku Architektury Drewnianej woj. małopolskiego.